# 박다예
박다예(Park, Da-Ye, 1981년 8월 25일 ~ )는 대한민국의 가수이다. 2009년 드라마 미남이시네요OST '어떡하죠'으로 데뷔하였다.

## 음악 활동
- 잘몰라 (Single)

### OST
- 미남이시네요 OST '어떡하죠'
- 이브의 사랑 OST Part 2
- 부잣집 아들 OST Part 8

### 피처링
- 하이브리파인 1집 - B&GOST
- 드라마 카인과 아벨 - 단한사람노래
- 바나나걸 4집 - 놀이터노래
- 바나나걸 4집 - blow ma mind
- 하이브리파인 - Starlight LoveOST
- 영화는 영화다 - 고독한인생

## 학력
- 청주대학교 연극영화과 학사